# کووریژکا
کووریژکا (به لاتین: Kovrizhka) یک منطقهٔ مسکونی در روسیه است که در استان آمور واقع شده‌است.